# Центр истории и культуры Октябрьского района
Центр истории и культуры Октябрьского района (бел. Цэнтр гісторыі і культуры Акцябрскага раёна) — музей в Октябрьском Гомельской области Беларуси. 

## Описание
В июле 1967 года основан музей Народной Славы, который был открыт для посетителей с 1 января 1968 года. Имел три экспозиционных зала, более 1500 предметов основного фонда. Экспозиция отображала историю района с дореволюционных времен до наших дней. 
В 1990 году начала свою деятельность галерея, в 2002 году присвоено имя Леонида Никаноровича Дробова — белорусского искусствоведа и живописца. В её фондах собраны коллекции живописи, графики, скульптуры, фотодокументов, печатных изданий.
С целью эффективности организации научно-исследовательской работы, сбора и обработки поступающих экспонатов, реализации тематико-экспозиционного плана, расширения круга деятельности учреждений музейного типа в ноябре 1995 года музей Народной Славы реорганизован в Центр истории и культуры.
На базе музея работает историко-краеведческое объединение «Спадчына» и клуб историков.
В 2013 году на базе музея прошел областной семинар «Музей і традыцыйная культура Беларусі».
Функционирует «Остров «Добрый» — мемориальный комплекс «Партизанские землянки» в урочище Двесница (музей под открытым небом).

## Фонды
На 1 января 2024 года основной фонда музея составляет 2 734 предметов, научно-вспомогательный — 1 268. 

## Экспозиции
- «Земля наших предков». Охватывает продолжительные границы времени от каменного века до XIX столетия[5][6].
- «Рудобелка – край партизанский». Повествует о партизанском движении в годы Гражданской и Великой Отечественной войн[7].
- «Рудобелка революционная»[8].

- «Святыни вокруг нас». Коллекция икон «Святыни вокруг нас» представляет 12 основных христианских праздников[9].
- «Беларуская хата». Представляет собой быт белорусского крестьянина конца XVIII - XIX в.[10].

В фондах хранятся материалы, посвящённые Т. П. Бумажкову, Павловскому Ф. И. и др.
Рядом с музеем расположен экспонат в виде пушки.

### Коллекции
- Фотодокументы — в коллекции много фотографий, документов, рассказывающих об установлении Советской власти в Рудобелке, трагических событиях Великой Отечественной войны и т.д..
- Предметы быта — в коллекции предметы быта, которыми пользовались местные жители в конце XIX – нач. XX вв.
- Одежда — в коллекции белорусская народная одежда, партизанская одежда, пионерская форма, форма пионервожатой, форма воинов-интернационалистов.
- Фалеристика — в коллекции ордена и медали ветеранов Великой Отечественной войны, значки.
- Нумизматика — в коллекции монеты СССР и т.д.

## Филиалы
- Филиал «Картинная галерея имени Дробова Леонида Никаноровича» (г. п. Октябрьский, ул. Фрунзе, 6)[4]. Демонстративная площадь залов составляет 127 м2 и насчитывает 484 музейных предметов, из которых 359 составляют основной фонд и 125 — научно-вспомогательный. В галереи проходят культурно-массовые мероприятия, среди которых тематические выставки живописи и скульптуры, развлекательные программы для детей и другое[4].

В картинной галерее постоянно действует выставка работ Дробова Л. Н., а также экспонируются работы других художников Беларуси, местных мастеров декоративно-прикладного и изобразительного искусства.